# Hiesberger Marmor
Der Hiesberger Marmor ist ein am Hiesberg (558 m), südwestlich von Melk in Niederösterreich, gebrochener Marmor, der geologisch mit dem Wachauer Marmor vergleichbar ist.

## Vorkommen und Beschaffenheit
Der Hiesberger Marmor ist ein hell- bis dunkelgraues Gestein, das als Nebengemengteilen Muskovit, Hornblende und Pyrit enthalten kann. Seine Lagerstätte bildet kleine, lang gestreckte Linsen, die mit einer Ausdehnung von bis zu 200 m und einer Mächtigkeit von 10 bis 30 m auftreten. Die Textur ist sehr variierend, in dunkelgraue Schlieren ist häufig Hornblende eingelagert. Eine dokumentierte, aber mittlerweile regenerierte Abbruchstelle befindet sich am Nordhand des Hiesberges.

## Verwendung
Hiesberger Marmor wurde bereits von den Römern verwendet, die ihn vorrangig zur Erzeugung von Branntkalk für militärische und zivile Bauten nutzten, ihn aber auch als Werkstein einsetzten, beispielsweise für Grabmale. Dieser Marmor wurde in den umliegenden Gebieten gehandelt und später auch beim Bau des Stiftes Melk für Stufen und Quader herangezogen.